# Harvey Korman
Harvey Herschel Korman (født 15. februar 1927 i Chicago, Illinois, død 29. maj 2008 i Los Angeles, Californien) var en Oscar-vindende amerikansk komiker og skuespiller.